# 安源区
安源区（あんげん-く）は中華人民共和国江西省萍郷市に位置する市轄区。20世紀初頭、毛沢東・劉少奇・李立三等により革命運動が行われ、共産党における革命教育の拠点とされる。

## 地理
安源区は江西省西部に位置し、萍郷市の政治・経済・文化の中心である。

## 歴史
1962年、県級市としての萍郷市に設置された城関区が安源区の前身である。1993年5月に安源区と改称された。

## 行政区画
- 街道:東大街街道、鳳凰街街道、八一街街道、後埠街街道、丹江街街道、白源街街道、横竜街道、光豊街道
- 鎮:安源鎮、高坑鎮、五陂鎮、青山鎮

## 経済
19世紀末、安源には西洋の資金と技術によるタール工場が設置されて以来の石炭工業を初め、機械、鉄鋼、建材関連工業が発達し、石炭、鋼材やタイル、爆竹が主要製品となっており、特に石炭は省内生産量の40%を占めている。

## 交通

### 鉄道
- 中国鉄路総公司
  - 滬昆線
    - 萍郷駅

### 道路
- 高速道路
  - 滬昆高速道路
  - 上蓮高速道路
- 国道
  - G319国道
  - G320国道